# IC 4216
IC 4216 ist eine Spiralgalaxie vom Hubble-Typ Sc im Sternbild Jungfrau auf der Ekliptik. Sie ist schätzungsweise 123 Millionen Lichtjahre von der Milchstraße entfernt und hat einen Durchmesser von etwa 70.000 Lichtjahren.
Im selben Himmelsareal befindet sich u. a. die Galaxie NGC 5066.
Das Objekt wurde im Juli 1899 vom US-amerikanischen Astronomen DeLisle Stewart entdeckt.